# Krysáci
Krysáci jsou animovaný seriál Cyrila Podolského natočený v produkci České televize v roce 2005 ve Filmových ateliérech Zlín. Cyril Podolský je společně s Martinem Šinkovským také autorem scénáře. Seriál popisuje život dvou krys: Hodana a Huberta a jednoho laboratorního potkana Edy, kteří žijí na smetišti poblíž Vizovic spolu s trpaslíkem Ludvíčkem. V seriálu se setkávají s dalšími obyvateli smetiště. Postavy seriálu namluvili Bolek Polívka a Jiří Pecha. Hudbu složil Miroslav Wanek a pro seriál ji natočila skupina Už jsme doma.
Podle hotového seriálu byly napsány dvě knihy Jiřího Žáčka s ilustracemi Ivana Mračka Krysáci (2010) a Krysáci už jsou zase spolu (2013).

## Seznam dílů

### 1. řada
| Č. v seriálu | Č. v řadě | Název dílu       | Režie                          | Premiéra       |
| ------------ | --------- | ---------------- | ------------------------------ | -------------- |
| 1            | 1         | Ludvík a Eda     | Cyril Podolský a Milan Šebesta | 1. ledna 2008  |
| 2            | 2         | Telefon          | Cyril Podolský a Milan Šebesta | 2. ledna 2008  |
| 3            | 3         | Slimák Ferdinand | Cyril Podolský a Milan Šebesta | 3. ledna 2008  |
| 4            | 4         | Lochnesska       | Cyril Podolský a Milan Šebesta | 4. ledna 2008  |
| 5            | 5         | Pavouk Pech      | Cyril Podolský a Milan Šebesta | 5. ledna 2008  |
| 6            | 6         | Starosta         | Cyril Podolský a Milan Šebesta | 6. ledna 2008  |
| 7            | 7         | Moucha Helena    | Cyril Podolský a Milan Šebesta | 7. ledna 2008  |
| 8            | 8         | Dovolená         | Cyril Podolský a Milan Šebesta | 8. ledna 2008  |
| 9            | 9         | Krtek Hanuš      | Cyril Podolský a Milan Šebesta | 9. ledna 2008  |
| 10           | 10        | Maják            | Cyril Podolský a Milan Šebesta | 10. ledna 2008 |
| 11           | 11        | Kocour Bruno     | Cyril Podolský a Milan Šebesta | 11. ledna 2008 |
| 12           | 12        | Úklid            | Cyril Podolský a Milan Šebesta | 12. ledna 2008 |
| 13           | 13        | Praha            | Cyril Podolský a Milan Šebesta | 13. ledna 2008 |

### 2. řada
| Č. v seriálu | Č. v řadě | Název dílu        | Režie          | Premiéra           |
| ------------ | --------- | ----------------- | -------------- | ------------------ |
| 14           | 1         | Rak Vincent       | Cyril Podolský | 19. listopadu 2009 |
| 15           | 2         | Ježek Pančoška    | Cyril Podolský | 20. listopadu 2009 |
| 16           | 3         | Zlatohlávek Záhoř | Cyril Podolský | 21. listopadu 2009 |
| 17           | 4         | Holub Emil        | Cyril Podolský | 22. listopadu 2009 |
| 18           | 5         | Žába Dáša         | Cyril Podolský | 23. listopadu 2009 |
| 19           | 6         | Červotoč Artur    | Cyril Podolský | 24. listopadu 2009 |
| 20           | 7         | Netopýr Florián   | Cyril Podolský | 25. listopadu 2009 |
| 21           | 8         | Brunova past      | Cyril Podolský | 26. listopadu 2009 |
| 22           | 9         | Stonožka Viktorie | Cyril Podolský | 27. listopadu 2009 |
| 23           | 10        | Ještěrka Karla    | Cyril Podolský | 28. listopadu 2009 |
| 24           | 11        | Případ Pech       | Cyril Podolský | 29. listopadu 2009 |
| 25           | 12        | Slepýš Ivan       | Cyril Podolský | 30. listopadu 2009 |
| 26           | 13        | Šváb Ďoďo         | Cyril Podolský | 1. prosince 2009   |